# 侵华日军东北要塞
侵华日军东北要塞（日语：関東軍国境要塞），或稱東方馬其諾防線（日语：東洋のマジノ線）、侵华日军东北要塞群、关东军要塞:58、满蒙防线，是九一八事件后，日本关东军占领中国东北地区（日本当时将其称为“满蒙”）期间，在满洲国与苏联、蒙古人民共和国边境附近，针对苏联所修建的一系列军事要塞的總稱。
要塞群东起今吉林省珲春市，中经黑龙江省，西至内蒙古自治区:58。由于防线浩大和坚固程度堪比法国马其诺防线，故又有“东方马奇诺防线”之稱。2006年，黑龙江省境内的东宁要塞、虎头要塞、胜山要塞以“侵华日军东北要塞”之名，列入第六批全国重点文物保护单位。

## 介绍

### 修建
1934年5月12日，大日本帝国陆军关东军司令部下达了《关作第589号命令》，确定在满洲国与苏联、蒙古人民共和国边境沿线实施“筑城工程”，由此拉开修建东北军事要塞群的大幕。
直到1945年，日军为修筑要塞，诱骗、强征中国劳工320多万人。用十余年在今吉林省、黑龙江省、内蒙古自治区境内的边境地带上建设了至少十七个、以永久阵地为核心的国防工事:58，约八万个永备工事。总长约1000多公里:58。另有数以千计的永久性地下仓库、电站、通信枢纽部、给水站等附属军事设施和大量二、三线一般阵地和野战阵地及军用机场、军用铁路和公路。
苏联军事历史研究界对关东军要塞数量说法为十七个。1966年出版，Л·Н·弗诺特钦科上校根据苏联国防部档案馆资料编写的《远东的胜利》一书，指出日军在“满洲边境地区共建立了十七个筑垒地域”。书中标注的筑垒名称，分别是：庆兴筑垒、珲春筑垒、东兴筑垒、东宁筑垒、绥芬河筑垒、密山筑垒、虎头筑垒、饶河筑垒、松花江筑垒、富锦筑垒、兴山筑垒、孙吴筑垒、黑河筑垒、海拉尔筑垒、满洲里筑垒、阿尔山筑垒、张家口筑垒。中华人民共和国学界沿用苏联方面的观点。有中华人民共和国研究者提及的十七处要塞群，分别是：珲春（五家子）、东宁、绥芬河、鹿鸣台、观月台、虎头、庙岭、半截河、霍尔莫津（胜山）、黑河、瑷珲、法别拉、富锦、凤翔、海拉尔、乌奴耳、阿尔山:58。关东军定义的国境要塞仅十四个，富锦、乌奴耳、阿尔山要塞不在其中。
由于该工程之浩大和坚固程度堪比法国的马其诺防线，故被誉为“東方馬其諾防線”（日语：東洋のマジノ線）。

### 战火
1945年4月，纳粹德国宣布投降，二战欧洲战场结束后，苏联开始着手对日作战的准备。1945年7月下旬，东北抗联教导旅指战员从苏联潜入中国东北境内进行战前侦察，他们将日军17个要塞及中苏边境上三道防线制成图表，帮助苏联红军总攻中国东北。1945年8月8日，苏联对日本宣战，从东、西、北三线进军中国东北。8月9日凌晨，在中國東北抗日聯軍配合下，苏联红军向侵華日軍東北要塞中的虎头要塞、东宁要塞同时展开猛攻。1945年8月15日，日本天皇宣布无条件投降。但残余日军因通讯问题并未获知，依旧负隅顽抗，甚至认为苏联派去的使者和劝降是“诡计”。1945年8月22日，在长春关东军演习场，关东军山田乙三司令官率97名将领向苏军投降。8月26日，虎头要塞被攻克；8月30日，东宁要塞中的残余日军投降。

### 研究、开发
中华人民共和国学界在1990年代开始对侵华日军东北要塞进行学术研究。其中，黑龙江大学历史文化旅游学院在1999年开始学术研究:58。現時部分要塞已被改建成爱国主义教育基地、国家森林公园等。

## 全国重点文物保护单位

### 东宁要塞
東寧要塞，位於黑龍江省綏芬河市東寧鎮。是要塞群中最著名的要塞之一，它北起綏陽鎮北閻王殿，南至甘河子，正面寬110多公里，縱深達50多公里。是亚洲最大的地下军事要塞，在这个要塞里，配备了完备的军事设施和军用后勤保障体系，其中包括飞机场11个，永久性工事400多处，野战炮阵地45处，为了建设这个要塞，共17萬名勞工參加了修建，包括日本关东军從中國山東、河北、吉林榆樹等地招募的勞工，和中國戰俘。他们受到了很差的待遇，每天都有十幾個至幾十個勞工死於非命。

### 虎头要塞
虎头要塞，位于黑龙江省虎林市虎头镇虎頭山，面臨烏蘇里江，與蘇聯的達利涅列欽斯克市隔江相望。被侵华日军称为北滿永久要塞，也是要塞群中最著名的要塞之一，其著名于在此发生了第二次世界大戰的最后一戰：虎頭戰役。要塞于1934年開始建設，并于1939年竣工，要塞内日軍部署了「第四國境守備隊」，用作預防苏联红军进攻。

### 孙吴胜山要塞
胜山要塞位于中国黑龙江省孙吴县周边小兴安岭低山丘陵区，距孙吴县城40公里，该要塞北起黑龙江边，西至三岔河，南隔逊别拉河。总面积约138平方公里，防御纵深10至60公里。

## 其它

### 慰安妇问题
日军在要塞群附近强征慰安妇，她们被监禁在要塞群中某些要塞的军事禁区中，令她们完全失去了人身自由，并在某些要塞建立慰安所。其后日军为了达到慰安妇的避孕目的，又给那些慰安妇服用“606”试剂，这种药令受害妇女终身不能生育。仅东宁要塞内就发现了39处“慰安所”遗址，有些遗址保存完整。而孙吴要塞附近的“慰安所”规模属国内罕见。

### 强征、屠杀劳工
为修筑要塞，日军诱骗、强征中国劳工320多万人。因要塞修筑属于高度机密，日军为了保密在工期结束后将劳工分期分批集体枪杀。